# Приходские церкви Санкт-Петербурга
По архивным данным, на начало 1917 года в Петрограде действовало до 500 православных храмов различных типов. Примерно половина из них приходилась на домовые церкви, около 35-40 располагалось при кладбищах, около 40 имело статус подворий иногородних монастырей.
После того, как Временное правительство России взяло курс на отделение школы от церкви, ещё до Октябрьской революции в Петрограде начинается перерегистрация домовых церквей при учебных заведениях в приходские. После октября 1917 года, во исполнение нового декрета — «Об отделении церкви от государства и школы от церкви» — аналогично начинают превращаться в приходские те храмы, которые действовали до революции при государственных учреждениях, фабриках, мануфактурах и т. п.
Впоследствии, на протяжении 1920—1930-х годов прекращают своё существование, прежде всего, «настоящие» домовые церкви, расположенные в пределах зданий другого функционального назначения. Закрываются также и многие отдельно стоящие храмы: практически все, имевшие статус подворий, деревянные (кроме кладбищенских), а также некоторые из крупных храмовых сооружений. Некоторые из последних были снесены (в основном, на протяжении 1920—1930-х годов), остальные же передавались для использования по народнохозяйственному назначению различным учреждениям и организациям.
Ряд церквей был разрушен в годы Великой Отечественной войны 1941—1945 годов. В связи со строительством метро в Ленинграде было снесено две крупных церкви — Знаменская на площади Восстания (1941) и Успенская на площади Мира (1961); ещё одной крупнейшей потерей послевоенного времени стал снос Покровской церкви на площади Тургенева. К началу 1980-х годов в Ленинграде действовало, помимо Духовной академии и семинарии, около 40 православных приходов, в распоряжении которых было более 50 действующих храмов.
Сейчас в городе насчитывается более 150 приходских православных церквей.

## Храмы в черте города
Церковь Апостола Петра и часовня при ней в Лахте
/Лахтинский проспект,94 ;Памятная доска на месте часовни — на берегу Финского залива/
Проект одноглавой церкви создал Шауб В. В. Церковь была заложена 29 июня 1893 года. Одновременно с ней 31 июля 1894 года при участии Иоанна Кронштадтского, считающегося одним из святых покровителей города, церковь была освящена.
При большевиках церковь была закрыта в 1937 году (или 1939 году) и переделана в кинотеатр «Звезда», а часовня снесена. В 1990 году церковь передана верующим
На песчаном берегу Финского залива ещё до основания города находилась у Лахтинского разлива чухонская деревня. Здесь 5 ноября 1724 года Пётр Великий принял участие в спасении терпящих бедствие рыбаков. После этого простудился и вскоре умер от воспаления почек. Существует мнение, что причиной его смерти был именно этот инцидент.
В конце XIX века Лахта стала популярным дачным местом петербургской публики, и местные жители решили построить здесь приходской храм в память Петра. Землю для церкви пожаловал владелец Лахты граф Стенбок-Фермор.
Одновременно с церковью на расстоянии 1,5 версты на берегу залива на месте подвига царя была освящена чугунная на гранитном основании часовня, созданная по его же проекту. Часовня находилась рядом со старой сосной, в которую была вделана икона с лампадой. На оборотной стороне доски имеется описание события:
1 Ноября 1724 г. утром Пётр Великий морем отправился из Дубков в Санкт-Петербург. Напротив Лахты яхта императора и сопровождавшее его судно были застигнуты наводнением и страшной бурей. Судно сопровождения затонуло, команда погибла и только двух человек удалось спасти. «Его величество принуждён был держаться с своей яхтой на двух якорях и всем находившемся на ней приходилось жутко». В критическую минуту мужество не покинуло царственного шкипера, он спас своё судно от верной гибели и 2 ноября к вечеру благополучно привёл его в Санкт-Петербург.
На месте часовни установлена памятная доска, которую можно найти по лежащему у берега расколотому валуну, рядом с которым в воде находятся остатки пристани, использовавшейся для причаливания баржи, на которой в Петербург был переправлен «Гром-камень». За доской на месте старой сосны посажена новая.
Расхожее мнение о том, что валун является осколком постамента Петру весьма сомнительно, поскольку «Гром-камень» представляет собой глыбу серого гранита, а расколотый валун состоит из красного финского гранита.
Церковь Благовещения Пресвятой Богородицы 
/7-я линия Васильевского острова, 68)/
Единственная в Санкт-Петербурге церковь, построенная в стиле Московского барокко.
Автор её до сих пор не известен. Заложена 24 мая 1750 года. на деньги винных откупщиков Чиркиных и окончательно освящена 13 сентября 1772 года. В XVIII веке при церкви находилось кладбище, где были похоронены механик и сподвижник Петра А. К. Нартов, ботаник и путешественник, исследователь Камчатки Крашенинников, гравёр М. И. Михаев.
Церковь закрыта в марте 1936 года. Ценные барочные иконостасы и образа уничтожены, внутри церкви сделаны межэтажные перекрытия, хотя здание охранялось государством, оно долгое время было занято складом. Сейчас оно снова возвращено епархии.
Церковь Благовещения Пресвятой Богородицы
/Приморский пр., 79/
Выстроена для своих крестьян, переселённых из глубины России, канцлером графом Алексеем Петровичем Бестужевым-Рюминым, видным государственным деятелем елизаветинской эпохи в 1764—1765 годов.
Закрыта в октябре 1937 года и переделана с устройством перекрытий. В 1946—1947 годах снесена колокольня. Здание охраняется как памятник архитектуры, Долгое время в нём располагался завод резиновых изделий и игрушек.
В 1992 году храм возвращён верующим, в нём идёт большой ремонт.
С этой церковью связано стихотворение Пушкина:
Брожу ли я вдоль улиц шумных,

Вхожу ли в многолюдный храм… 
Церковь Богоявленская Господня (Гутуевская)
/Двинская (Динабургская) улица, 2/
Создана гражданскими инженерами В. А. Косяковым и Б. К. Правдзиком в московском стиле. Заложена в годовщину памяти о чудесном спасении Цесаревича Николая Александровича 29 апреля 1899 года при покушении на него японца-фанатика в городе Оцу. След на черепе от сабельного удара послужил ещё одним доказательством при идентификации останков царя, найденных под Екатеринбургом.
Храм был освящён 29 апреля 1899 года при участии Иоанна Кронштадтского. Закрыта 5 мая 1935 года и передана под склад. Богатое внутренне убранство уничтожено.
В 1991 году храм возвращён верующим.
Церковь иконы Божией Матери «Всех скорбящих Радость»
/Шпалерная улица, 35а/3/
 В этом храме хранилась одна из самых чтимых святынь Санкт-Петербурга — исполненный на кипарисе список чудотворной иконы Божией Матери «Всех скорбящих Радость», находившейся в Москве в церкви Преображения на Ордынке. Его привезла сестра Петра Великого царевна Наталья Алексеевна. Перед прививкой себе оспы, что было необходимо для популяризации массовой вакцинации её подданных, к этой иконе пешком ходила в 1768 году Императрица Екатерина Великая.
Новый храм был воздвигнут на месте старого 20 июня 1817 года по проекту придворного архитектора Л. Руска. За постройкой наблюдал его помощник Л. Шарлемань. Церковь освящена 24 октября 1818 года.
Закрыта 10 января 1932 года. В здании, охраняемом государством, размещалось городское отделение Всероссийского общества охраны памятников истории и культуры.
В апреле 1993 года в церкви началось богослужение.
Церковь Воскресения Христова Всероссийского Александро-Невского братства трезвости
(набережная Обводного канала, 116)
В год её посещало более миллиона человек. Здесь 9 декабря в день святого Вонифатия — покровителя трезвенников происходили торжественные архиерейские богослужения.
Заложена 14 августа 1894 года в память бракосочетания Их Величеств по проекту академика К. Д. Гримма и Г. Г. фон Голи. Главный придел освящён 14 декабря 1908 года. В доме при церкви размещались приходская школа и библиотека-читальня.
В октябре 1920 года церковь была закрыта. Летом 1998 года возвращена верующим.
Церковь Святого Великомученика Дмитрия Солунского
/Коломяги, 1-я Никитинская улица, 1)/
Посвящена освобождению крестьян и открытию Государственной Думы.
Заложена 9 июля 1906 года и построена по проекту А. А. Всеславина. Освящена 5 декабря. Среди прихожан особенно почитаем был образ святого великомученика Дмитрия Солунского.
Церковь не закрывалась и состоит на государственном учёте в Инспекции по охране памятников.
 Церковь Святой Великомученицы Екатерины  
/Кадетская линия Васильевского острова, 27/
Один из наиболее любимых горожанами и бывших лучшими в столице по внутреннему украшению храмов, просторный и полный света.
Заложена 26 сентября 1811 года по проекту А. А. Михайлова 2-го в «греческом вкусе». Освящена 23 октября 1823 года. Колокольню и трапезную построил академик Нестеров Ф. И. в 1859—1866 годах.
В работе над церковью принимал участие один из наиболее ярких и известных архитекторов Петербурга, выдающийся представитель эклектики Людвиг Людвигович Бонштедт (1822—1885). Он соорудил ограду, часовни и стал одним из авторов колокольни.
Церковь закрыта в марте 1936 года. Была переделана с устройством межэтажных перекрытий и занята научно-исследовательским институтом.
В настоящее время в ней снова ведётся служба.
 Церковь Священномученика Исидора Юрьевского при Православном Эстонском братстве.
/Проспект Римского-Корсакова (Екатерингофский), 24/
На рубеже двадцатого века в Санкт-Петербурге жило около 4000 тысяч православных эстонцев. В 1899 году Православное Эстонское братство, названное именем святого великомученика Исидора, русского священника, которого в Крещение 1472 немцы утопили в проруби в городе Юрьеве (ныне Тарту) в проруби, решило построить себе свой храм.
По проекту члена братства А. А. Полещука 24 августа 1903 года был заложен храм, который был окончательно освящён 4 мая 1908 года. В храме службу вели как по-эстонски, так и по-русски. Во главе братства постоянно находился Павел Петрович Кульбуш -(будущий епископ Ревельский, новомученик Платон) много сделал для распространения православия среди эстонцев.
Закрыта в феврале 1935 года. Сильно переделана внутри и использовалась живописно-оформительским комбинатом. В настоящее время на церкви восстановлены кресты.
 Церковь Святого великомученика Пантелеймона Целителя 
(Улица Пестеля (Пантелеймоновская), 2а)
Построена для рабочих близлежащей верфи. По проекту адмиралтейского зодчего И. К. Коробова и И. Я. Шумахера в 1735 году был начат каменный храм в стиле барокко, освящённый 27 июля 1739 года.
В 1834 году церковь переделал В. Беретти. В 1912 году военно-историческое общество укрепило на фасаде церкви памятные доски о победах при Гангуте и Гренгаме.
Храм закрыли 9 мая 1936 года, но почему-то не снесли, а взяли под охрану как памятник архитектуры. В 1980 году оно отдано Музею истории города для выставки «Гангутский мемориал».
В июне 1990 года возвращена верующим. В 1991 году церковь передана епархии, но службы начались лишь в 1994 году.
 Церковь Покрова Святой Богородицы Епархиального Братства Пресвятой Богородицы 
/Боровая улица, 50/
Братство создано в 1884 году для развития церковно-приходских школ и церковного пения в народе.
10 июня 1890 года по проекту Н. Н. Никонова был заложен девятиглавый храм, подражавший русской архитектуре XVII века, который строился на пожертвования рабочих. Эта первая в Петербурге русская как внутри, так и снаружи церковь стала сразу центром просветительской деятельности. Велись беседы со старообрядцами. Также это был центр прозелитизма — богослужения велись на немецком, латышском и английском языках, в торжественной обстановке проводилось присоединение мусульман и евреев к православной церкви. В церкви пел знаменитый хор А. Г. Чеснокова.
Закрыт летом 1936 года. Колокольня и купола снесены. Интерьер неузнаваемо переделан.
Летом 1989 года в здание въехала евангельская церковь «Дом Евангелия», совершив внутреннее восстановление храма.
 Церковь Праведных Симеона Богоприимца и Анны Пророчицы 
/Улица Белинского, 4/
Первая деревянная церковь построена здесь «тщанием царевича Алексея» и освящена в память о рождении старшей дочери Петра Анны. Выполняя данный ею обет, императрица Анна Иоанновна повелела соорудит каменную церковь, заложенную 8 октября 1731 года по проекту М. Г. Земцова. До 1802 года храм считался придворным. В 1797 году на его портале был изображён орден Святой Анны и церковь стала считаться кавалерской.
Закрыта в январе 1938 года. Охраняется государством.
С весны 1991 года возвращена верующим.
 Церковь Трёх святителей Грузинского православного прихода 
(6 линия, 11)
В 1908 году светлейший князь Е. А. Багратион начал сбор денег на постройку грузинского храма. Временно 19 ноября 1916 года столичным грузинам была предоставлена старинная церковь Трёх Святителей, построенная в 1760 году предположительно по проекту Дж. Трезини.
Грузинский приход закрылся в марте 1918 года из-за отъезда прихожан, а церковь в январе 1930 года была отдана под трикотажную фабрику.
Охраняется государством, в 1991 году передана общине Андреевского собора.
 Церковь Пресвятой Троицы («Кулич и Пасха») 
/Проспект Обуховской Обороны (Шлиссельбургский проспект), 235/
Церковь имеет форму кулича, традиционного кекса, выпекаемого по поводу Пасхи, а колокольня — пасхи, торта из творога. Заказчиком церкви такой формы выступил генерал-прокурор Александр Алексеевич Вяземский. Воплотил идею архитектор Н. А. Львов. Постройка церкви велась в 1785-1787 годах на деньги Екатерины Второй, а освящение состоялось в 1790 году.
Храм находился под охраной как «памятник всесоюзного значения», но с марта 1938 года в нём находился клуб.
Весной 1946 года храм был приведён в порядок и открыт для богослужения.
 Церковь Спаса Преображения Гренадерского полка 
/Инструментальная улица, 3/
Единственное и сильно изуродованное произведение архитектора Константина Андреевича Тона (1794—1881), оставшееся в Санкт-Петербурге. Церковь построена в 1840—1845 годах.
Уничтожение культовых построек архитектора нанесло значительный ущерб облику города, обеднив его панораму и лишив важных высотных доминант. Кроме того, работы Тона в «русском стиле» служили средством русификации архитектурными средствами наиболее европейского из крупных городов России.
 Церковь Божией Матери Шестаковской Шестаковского Вознесенского женского монастыря Тверской епархии.
/Старорусская ул.8 (угол Кирилловской ул.2)/
В 1887 г. в 70-верстах от Кашина на реке Сити близь Боженок возникла женская религиозная община, которая в 1906 г. была преобразована в обшежительный монастырь. В Столице на Песках для её подворья купчихой Бильдеевой А. И. участок, а котором была сооружена деревянная церковь. 28 декабря 1896 Иоанн Кронштадтский заложил здесь шатровый каменный храм в стиле XVII века, построенный по проекту Никонова Н. Н., имевший три придела и рассчитанный на 1500 человек.
В 1932 году купола храма были снесены и внутри сделаны межэтажные перекрытия. 5 марта 1993 года храм передан грузинской общине.
 Церковь Рождества Иоанна Предтечи (Чесменская) 
(Улица Ленсовета, 12)
Церковь построена архитектором Юрием Матвеевичем (Георгом Фридрихом) Фельтеном в 1777—1780 годах честь победы русского флота под Чесмой над турками. Расположена на дороге, по которой Екатерина Великая следовала в свою любимую резиденцию в Царском селе. И, по преданию, в том месте, где она встретила посланника, везущего в столицу весть о победе.
Входила в комплекс зданий «Чесменской богадельни», явившемся образцом стиля неоготики.
Сегодня здесь вновь проводятся православные богослужения.
 Церковь Рождества Иоанна Предтечи на Каменном острове .
(Каменностровский проспект, 83)
Построена в 1776—1778 годах по проекту Ю. М. Фельтена. Церковь очень нравилась императору Павлу Первому, и он иногда проводил в ней богослужения. При большевиках здание использовалось как спортивный зал военного санатория, по сей день занимающего дворец.
 Церковь Пантелеймона целителя при доме призрения душевнобольных Императора Александра III 
/ Фермское шоссе,36/
Церковь была заложена 12 июля 1870 года и освящена вместе с больницей в присутствии цесаревича с супругой 23 октября 1871 года. По словам Константина Тона её «прекрасные пропорции и изящные детали чрезвычайно способствуют привлекательности фасада».
26 февраля 1895 года рядом с церковью открыт бюст «Царю освободителю» работы А. Е. Баумана. В церкви ведутся богослужения.
Проект больницы для неизлечимых больных был разработан И. В. Штромом при участии известных психиатров О.А.Чернота и П.А.Дюкова. Своим учреждением больница обязана цесаревичу Александру Александровичу, который не только финансировал постройку, но ежегодно отпускал 20 тыс. рублей на её содержание. В результате чего больница стала медицинским учреждением «образцовым во всех отношениях, блистающим роскошью, простотой и комфортом»
 Церковь Петра и Павла в Шуваловском парке 
/Шуваловский парк, 31/
Построена архитектором А. П. Брюлловым в 1831—1846 годах.
 Церковь Покрова Богородицы у Политехнического института  
/Политехническая улица, 29/
Построена в 1913 году инженером И. В. Падлевским

## Храмы в пригородах
Церковь Александра Невского в Усть-Ижоре 
(посёлок Усть-Ижора)
В 1711 году по повелению Петра было приказано А. Д. Меньшикову поставить здесь церковь во имя Святого благоверного князя Александра Невского, которая и была освящена 4 февраля 1712 года новгородским митрополитом преосвященным Иовом. Эта деревянная церковь сгорела от удара молнии в 1726 году. Только в 1730 году по указу императрицы Анны Иоанновны была сооружена новая деревянная церковь. Но и она сгорела от удара молнии в 1797 году.
По просьбе местных жителей, при их участии и частично на их средства была возведена в 1798—1799 годах новая уже каменная церковь с колокольней. В 1835—1836 и в 1871—1875 годах она дважды перестраивалась в сторону увеличения объёма и размеров купола.
В 1934 году церковь была закрыта и превращена в клуб, в который никто не ходил. Помещение было превращено в керосиновую лавку. Последний настоятель церкви протоиерей Вячеслав Ипполитов был в 1937 году арестован и расстрелян.
Во время Второй мировой войны церковь оказалось в прифронтовой черте. В феврале 1942 года была взорвана колокольня, якобы служившая ориентиром. Заводские трубы, находившиеся неподалёку были сохранены. Весной 1987 года группа энтузиастов из находившегося неподалёку Научно-исследовательского института электрофизической аппаратуры, разрабатывавшего установки по разделению изотопов урана для атомных бомб, пришли на развалины церкви и начали их расчистку. Под давлением энтузиастов администрация Санкт-Петербурга приняла решение о реставрации церкви как историко-архитектурного памятника.
С огромным трудом идёт реставрация, но все же 10 мая 1992 года настоятель отец Анатолий Мороз отслужил первый молебен. 12 сентября храм был освящён архиепископом Новгородским и Старорусским Львом.
 Церковь Святой Великомученицы Екатерины в Мурино 
/посёлок Мурино/
Построена архитектором Н. А. Львовым и освящена 25 февраля 1790 года.
Закрыта в 1940 году. Состоит под охраной как памятник архитектуры.
Летом 1988 года храм передали общине, и 7 ноября 1988 года храм был освящён заново. Этим был создан прецедент возвращения властями отобранных у верующих храмов.

## Церкви Царского Села
Знаменская церковь
(Пушкин, Лицейский сад)
Церковь построена в 1734—1738 годах архитектором И. Я. Бланком, сыном одного из нанятых Петром Великим саксонских мастеров Якова, служившего кузнечным мастером на Пудожских заводах в Олонецкой губернии, где и родился Иоанн (Иоганн Фридрих Бланк). Он учился вначале в Санкт-Петербурге у Г. И. Маттарнови, а поле его смерти у Н. Ф. Гербеля и М. Г. Земцова. Был первым петербургским архитектором немецкого происхождения, получившим здесь своё образование. Считается представителем «аннинского барокко», в стиле которого возводились здания пр Петре.

## Церкви Петергофа и Стрельны
Церковь святой благоверной мученицы царицы Александры близ Петергофа
Построена в 1851—1854 годах по повелению императора Российского Николая I по проекту архитектора А. И. Штакеншнейдера.
Собор построен по проекту архитектора Султанова
Церковь Святой Ольги в Михайловке
(Михайловка. Петергофское шоссе)
Построена в 1861—1864 годах крупным зодчим и педагогом, историком архитектуры и основоположником «византийского стиля» в русской архитектуре Давидом Ивановичем Гриммом (1823—1898)

## Церкви курортного района
Казанская церковь в Териоки (Зеленогорск) 
(Приморское шоссе, 547)
Приход православной церкви в Териоки насчитывает более 100 лет. Вначале жители посещали деревянную церковь в честь Казанской иконы Божией матери. Затем она была перестроена, но в 1907 г.сгорела. Закладка современного храма «на лучшем просторном месте» была совершена в 1910 году. Землю для храма пожертвовал купец Даниил Игумнов, который после смерти был вместе с его женой Екатериной погребён в храме. Новый храм был построен по проекту Николая Никонова в московско-суздальском стиле XVI века с девятью куполами. Высота центрального нефа — 22 м, высота колокольни — 57 м.
В 1939 г. жители Териок были эвакуированы в Финляндию. В течение 50 лет лишённая колокольни церковь стояла разграбленной, разрушенной и осквернённой. Существует версия, что колокольня была сбита советской артиллерией, когда на ней дочь настоятеля (тогда протоиереем был георгиевский кавалер Михаил Орфинский) установила пулемёт и на время блокировала продвижение по Приморскому шоссе.

## Церкви баптистов
Церковь Пресвятой Троицы 
(Большая Озерная улица, 29а)
Каменный храм был заложен Иоанном Кронштадтским 13 августа 1900 года. Построен по проекту А. С. Тиханова. Освящён 9 мая 1904 года.
Закрыт в октябре 1938 года и превращён в склад. С января 1962 года в нём разместился молитвенный дом евангельских христиан-баптистов, которые обосновались в округе ещё в начале XX века.

## Старообрядческие храмы и молельни
Официальное разрешение старообрядцам иметь свои церкви дал Павел Первый. Затем последовал период гонений на староверов. Указом от 17 апреля 1905 года им вновь было разрешено строить храмы.
При большевиках в начатой ими антирелигиозной кампании не делалось разницы между конфессиями, и старообрядчество, в основном, лишилось своих церквей. В начале XXI века, когда религия заполнила создавшийся идеологический вакуум, старообрядцы иногда пользовались сохранившимися зданиями церквей.
 Церковь Божией Матери Казанской 
/Село Рыбацкое. Юннатов ул, 34/
Кладбище в этом селе появилось уже в начале XVIII в. В начале 1830-х годов, после запрещения санитарной службой произведения захоронений на берегу Невы, для кладбища было отведено новое место. Местные крестьяне после убийства «Царя Освободителя» решили возвести в его память церковь, которая была построена по проекту архитектора Фарфорового завода Л. Л. Шауфельберга. В 1887—1889 годах церковь была расширена просторной каменной папертью с колокольней.
С 1960 года здесь разместилась старообрядческая церковь Белокриницкого согласия.